# Рэндольф, Джон (спикер палаты бюргеров)
Сэр Джон Рэндольф (англ. John Randolph; 1693 — 7 марта 1737, Уильямсберг, Виргиния) — 31-й спикер палаты бюргеров с 1734 по 1736 год, генеральный прокурор колониальной Виргинии.

## Биография
Сын плантатора и 26-го спикера палаты бюргеров Уильяма Рэндольфа и его жены Мэри Рэндольф (урожд. Айшем). Джон приходился двоюродным дедом 3-му президенту США Томасу Джефферсону.
В 1711 году он окончил колледж Вильгельма и Марии и в 1712 году был назначен губернатором Виргинии Александром Спотвудом заместителем генерального прокурора округов Чарльз-Сити, Принс-Джордж и Хенрайко. 17 мая 1715 года он был допущен в Грейс-Инн, а 25 ноября 1717 года был вызван в коллегию адвокатов.
Рэндольф стал единственным уроженцем колониальной Виргинии, получившим рыцарское звание.

## Семья и потомки

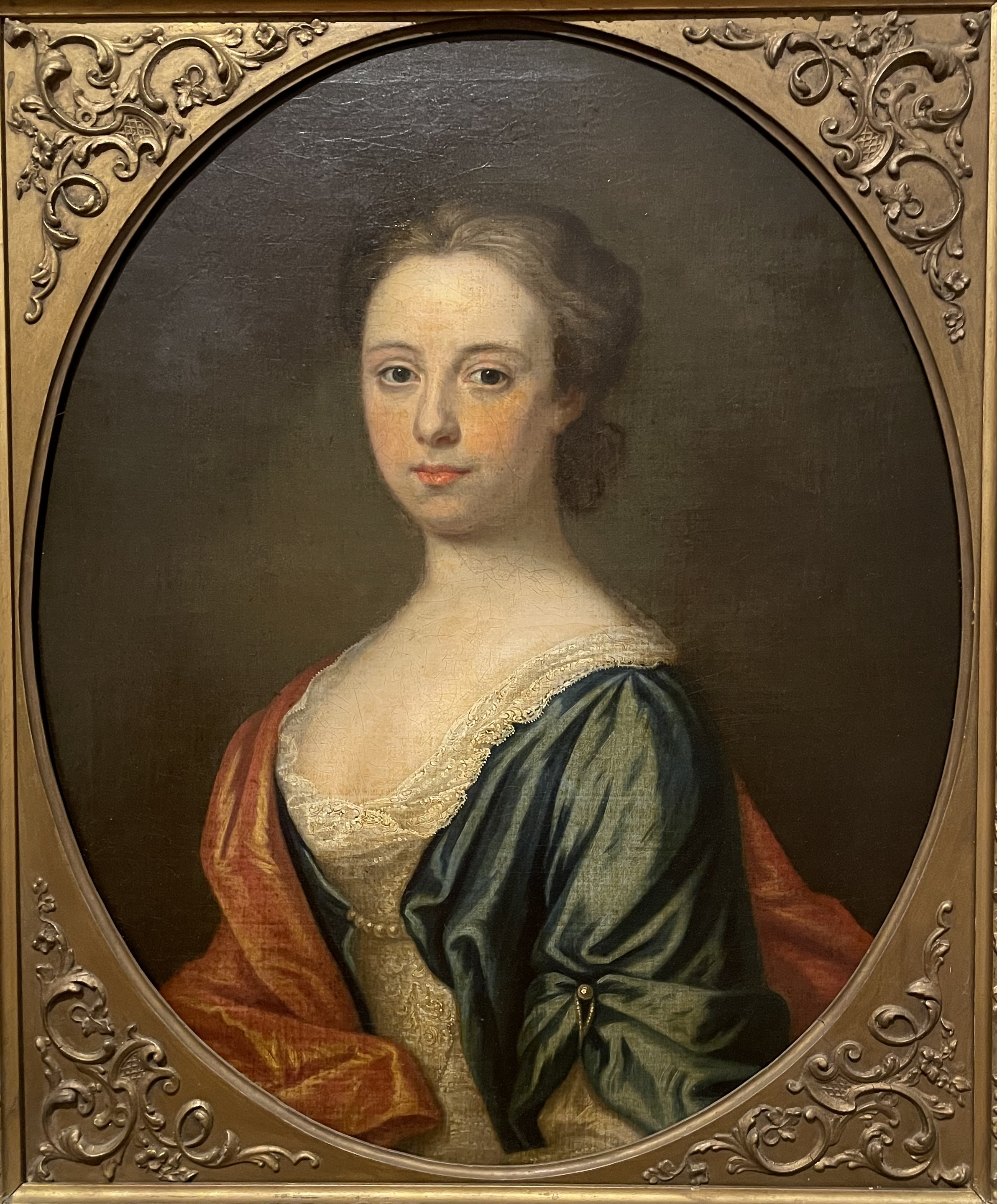
Сюзанна Беверли Рэндольф, портрет Уолластон, Джон

Около 1718 года Рэндольф женился на Сюзанне Беверли, дочери 27-го спикера палаты бюргеров Питера Беверли. Сестра Сюзанны Элизабет была замужем за старшим братом Джона Уильямом. У Джона и Сюзанны было четверо детей, достигших совершеннолетия:
- Беверли Рэндольф (1719—1764), женился в 1742 году на Агате Уормли (1721—1786)[8]
- Мэри Рэндольф (1720—1768), замужем за полковником Филипом Граймсом (1721—1761), членом палаты бюргеров.[9]
- Пейтон Рэндольф (1721—1775) — 33-й и последний спикер палаты бюргеров, первый и третий президент континентального конгресса. Женат на Элизабет Гаррисон (1723—1783), дочери Бенджамина Харрисона IV (1693—1745), сестре Бенджамина Харрисона V (1726—1791), подписавшего Декларацию независимости США и тётке 9-го президента США Уильяма Генри Гаррисона.[10]
- Джон[англ.] (1727—1784), женился в 1750 году на Ариане Дженнингс[11]. Его сын Эдмунд Рэндольф.